# Doug Bowser
Doug Bowser (Danville, California, 28 de agosto de 1965) es un empresario estadounidense que actualmente se desempeña como presidente de Nintendo of America. Sucedió a Reggie Fils-Aimé como presidente en 2019, habiendo trabajado anteriormente para Procter & Gamble y Electronic Arts.

## Inicio de su carrera
Bowser se graduó de la Universidad de Utah en 1984, y luego pasó a trabajar en Procter & Gamble de 1984 a 2007, lo que incluyó el cargo de director de marketing de clientes para la región de América Latina de 1998 a 2004, y el equipo de clientes de Safeway de la empresa de 2004 a 2007. Bowser trabajó en Electronic Arts desde 2007 hasta 2015, sirviendo como vicepresidente de planificación de demanda global.

## Nintendo
Bowser se unió a Nintendo en 2015 como vicepresidente de ventas y marketing, y fue ascendido a vicepresidente sénior de ventas y marketing a mediados de 2016, donde supervisó la promoción y el lanzamiento de Nintendo Switch en Norteamérica.
En febrero de 2019, el presidente y director de operaciones de Nintendo of America, Reggie Fils-Aimé, anunció su retiro y Bowser fue nombrado su sucesor como presidente de la empresa en abril de 2019. Además de estos deberes, Bowser representa a Nintendo en la Entertainment Software Association.
El hecho de que Bowser comparta su apellido con el principal antagonista de la franquicia de Mario, Bowser, despertó interés cuando Nintendo lo contrató por primera vez, y fue objeto de más reacciones humorísticas en línea tras su ascenso a presidente. La BBC se refirió al caso como «uno de los casos más encantadores de determinismo nominativo jamás visto». Nintendo hizo referencia en broma a la similitud del nombre durante un Nintendo Direct en el E3 2019. Bowser dijo que no tenía problemas cuando se hacían tales bromas y afirmó: "Es una señal para mí de que tenemos un seguimiento increíble y apasionado, y nuestros fanáticos lo están aceptando. Es irónico que compartamos el mismo nombre, y hay momentos en que será divertido y jugaremos con eso, pero somos dos personajes muy, muy diferentes. Sin embargo, no estoy cansado de eso".